# Типаза (вилайет)
Типаза (араб. ولاية تيبازة‎) — вилайет в северной части Алжира, одноимённый своему административному центру, городу Типаза.
Город Типаза, известный с древних времён, получил широкую известность благодаря рассказу «Возвращение в Типасу» Альбера Камю, родившегося в Алжире.

## Географическое положение
Вилайет расположен на побережье Средиземного моря, в 50 км западнее столицы Алжира.
Вилайет Типаза граничит на востоке с вилайетами Алжир и Блида, на юге с Айн-Дефла и Эш-Шелифф на западе.

## Административное деление
Административно вилайет разделен на 10 округов и 28 коммун.

### Округа

Округа вилайета Типаза.

| №  | Округ                        | Число коммун |
| -- | ---------------------------- | ------------ |
| 1  | Ахмар-эль-Айн (Ahmar El Ain) | 3            |
| 2  | Бу-Исмаил (Bou Ismail)       | 4            |
| 3  | Шершелл (Cherchell)          | 4            |
| 4  | Дамус (Damous)               | 3            |
| 5  | Фука (Fouka)                 | 2            |
| 6  | Гурайя (Gouraya)             | 3            |
| 7  | Хаджут (Hadjout)             | 2            |
| 8  | Колеа (Koléa)                | 3            |
| 9  | Сиди-Амар (Sidi Amar)        | 3            |
| 10 | Типаса (Tipaza)              | 1            |